# Laurent Degos

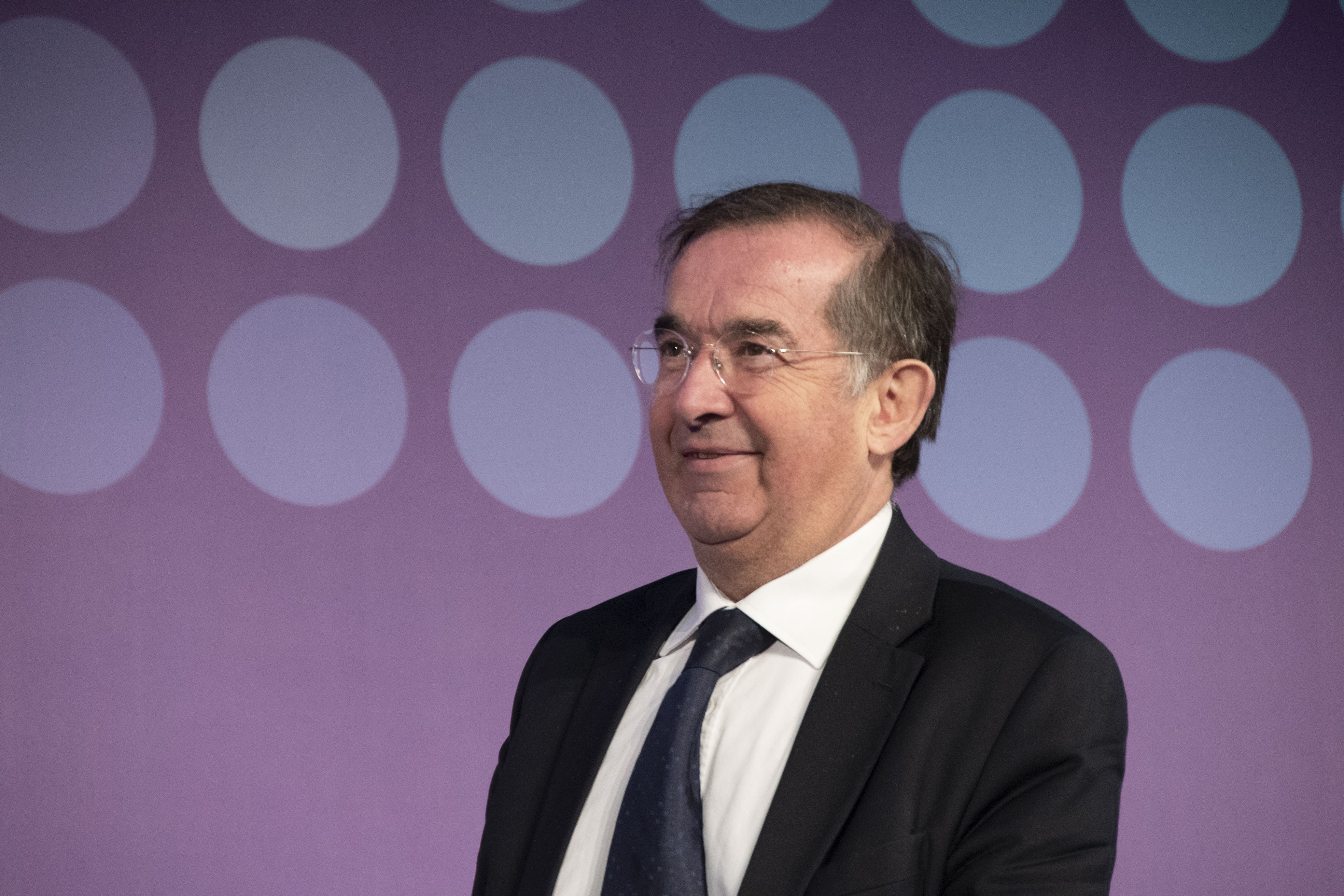
Laurent Degos, 2019

Laurent Degos (* 9. Juli 1945 in Paris) ist ein französischer Mediziner (Hämatologie, Onkologie, Immunologie, Genetik).
Laurent Degos, der Sohn von Robert Degos, studierte Medizin in Paris und an der Harvard School of Health (Diplom für Management biomedizinischer Forschung 1976). Von 1967 bis 1974 absolvierte er seine Facharztausbildung am Hôpital Saint-Louis bei Jean Dausset und Jean Bernard und wurde 1973 in Humanbiologie und Populationsgenetik sowie 1974 in Medizin promoviert.
Er war ab 1979 Professor an der Universität Paris VII, ab 1990 Leiter der Abteilung Blutkrankheiten am Hôpital Saint-Louis und von 1993 bis 2003 Direktor des Universitätsinstituts für Hämatologie. Von 1985 bis 1997 war er dort Leiter der Forschungseinheit Immungenetik der Transplantation als Nachfolger von Jean Dausset. 1997 wurde er Professeur de classe exceptionelle.
Ab den 1960er Jahren befasste er sich mit der Genetik des HLA, womit er auch prähistorische Migrationswege von Populationen untersuchte. In den 1970er Jahren klärte er die molekularen Grundlagen verschiedener Blutkrankheiten (Glanzmann-Thrombasthenie, Bernard-Soulier-Syndrom). Dabei untersuchte er auch die Glykoproteine auf Blutplättchen, die Ansatzpunkte für Medikamente gegen Thrombose sind.
1982 benutzte er niedrige Dosen von Cytarabin als Chemotherapeutikum bei Krebs bei der ersten Differenzierungstherapie gegen Tumorzellen. Mit Wang Zhenyi aus Shanghai entwickelte er die Chemotherapie der Akuten Promyelozytenleukämie (APML) mit Tretinoin (ATRA), ebenfalls eine Differenzierungstherapie. Dort konnte eine fast hundertprozentige Remission erreicht werden (die Ergebnisse aus China wurden 1988 und die aus Frankreich 1990 publiziert).
Degos ist seit 1996 korrespondierendes Mitglied der Académie des sciences. 1994 erhielt er den  Kettering-Preis mit Wang Zhenyi. Beide Wissenschaftler wurden 1997 mit dem Charles Rodolphe Brupbacher Preis für Krebsforschung ausgezeichnet. Er ist Ehrendoktor der Universität Shanghai, Ritter der Palmes Académiques, Ritter der Ehrenlegion und Offizier des Ordre national du mérite.
Von 2005 bis 2010 war er in der Haute Autorité de Santé (HAS).

## Schriften
- L. Degos, J. Dausset: Human migrations and HLA linkage disequilibrium. In: Immunogenetics. 1, 1974, S. 195–210.
- S. Castaigne, M. T. Daniel, H. Tilly, P. Herait, L. Degos: Does treatment with ARA-C in low dosage cause differentiation of leukemic cells? In: Blood. 62, 1983, S. 85–86.
- H. de Thé, C. Chomienne, M. Lanotte, L. Degos, A. Dejean: The t(15,17) translocation of acute promyelocytic leukaemia fuses the retinoic acid receptor alpha gene to a novel transcribed locus. In: Nature. 347, 1990, S. 558–561.
- S. Castaigne, C. Chomienne, M. T. Daniel, P. Ballerini, R. Berger, P. Fenaux, L. Degos: All-trans retinoic acid as a differentiation therapy for acute promyelocytic leukemia. I. Clinical results. In: Blood. 76, 1990, S. 1704–1709.
- C. Chomienne, P. Ballerini, N. Balitrand, M. T. Daniel, P. Fenaux, S. Castaigne, L. Degos: All-trans retinoic acid in acute promyelocytic leukemias. II. In vitro studies: structure-function relationship. In: Blood. 76, 1990, S. 1710–1717.
- L. Degos, C. Chomienne, M. T. Daniel, R. Berger, H. Dombret, P. Fenaux, S. Castaigne: Treatment of first relapse in acute promyelocytic leukaemia with all-trans retinoic acid. In: Lancet. 336, 1990, S. 1440–1441.

Bücher:
- L. Degos: A,B,C,D de HLA. Ed. Masson, 1988.
- L. Degos: Text Book on Malignant Hematology. 2. Auflage. Martin Dunitz, London 2003.
- L. Degos: Le don reçu. Plon, Paris 1990.
- L. Degos: Les greffes d’organe. Flammarion, Paris 1994.
- L. Degos: Les nouvelles aventures de Candide. Editions Le Pommier, Paris 1999.
- L. Degos: Promenade à l’intérieur de la cellule. Editions Le Pommier, Paris 1999.
- Jean-Pierre Alix, Dominique Jolly, Laurent Degos: Doit-on soigner une maladie ou un malade? Flammarion Médecine-Sciences, Paris 2002.
- L. Degos: Cloner est-il immoral? Ed. Le Pommier, Paris 2002.
- L. Degos: Peut-on vaincre le cancer? Ed. Le Pommier, Paris 2004.
- L. Degos: Les organes de mon corps. Editions Le Pommier, Paris 2006.
- L. Degos, R. Foglia: Goutte à goutte, la vie reviendra-t-elle? Editions La Bruyère, 2007.
- L. Degos, S. Jansem: Les défenses de mon corps. Editions Le Pommier, Paris 2009.
- L. Degos: Santé : sortir des crises. Editions Le Pommier, Paris 2011.